# Daniyal Gadzhiyev
Daniyal Gadzhiyev (n. 20 februarie 1986, Kizilyurt⁠(d), RSFS Rusă, URSS) este un luptător ce a reprezentat Kazahstan, medaliat olimpic. A participat la o ediție a Jocurilor Olimpice (2012) în care a câștigat o medalie de bronz.

## Participări
Lista de mai jos prezintă principalele competiții la care a participat Daniyal Gadzhiyev de-a lungul carierei.
- wrestling at the 2012 Summer Olympics – men's Greco-Roman 84 kg[*]